# 吴骞
吳騫（1733年—1813年），字槎客，又字葵裡，號兔床，海宁新昌里人。
吳騫與江蘇藏書家黃丕烈為好友，時常互相抄校彼此藏書，因黃丕烈擁有宋版珍本書百種，自題其藏書室為“百宋一廛”。吳騫多宋元珍本，便自題其居曰“千元十駕”，以相匹敵，學林傳為佳話。

## 生平
雍正十一年（1733年）生，乾隆時貢生，陳鱣年輕時曾隨其講訓詁之學。篤嗜典籍，家有“拜經樓”，藏書五萬卷，“皆節衣縮食，竭平生之精力而致之者也。”有藏書印刻：“寒可無衣，飢可無食，至於書，不可一日失。”能畫工詩，朱文治說他“早年工詩晚工畫，畫意多從詩意出”。嘉慶十八年（1813年）卒。撰有《拜經樓詩集》12卷、《續集》4卷。

## 家族
有子吴寿照、吳壽暘。